# Brita Hansson
Brita Mary Ann Hansson, född 31 mars 1918 i Göteborg, död 8 november 1979, var en svensk målare. 
Hansson studerade målning för Nils Nilsson vid Valands målarskola i Göteborg 1939-1943 där hon utvecklade en egen personlig linje utifrån Göteborgskoloristerna. Hon reste mycket och tillbringade en stor del av sitt liv utomlands. Under perioden 1948 till 1953 gjorde hon flera studieresor till Frankrike, England, Italien, Spanien, och Portugal. Därefter övergav hon Europa för att resa runt i Afrika och Asien. Mellan åren 1952–1967 bodde hon bl.a. i Marocko, Senegal, Gambia, Tunisien, Kenya, Tanzania samt på Djerba. Åren 1970–1972 bodde hon på Sri Lanka. Hon ställde ut separat första gången på God Konst i Göteborg 1945 och ställde därefter ut separat på ett flertal platser i Sverige och medverkade i samlingsutställningar i Stockholm, Göteborg, Köpenhamn och Lidköping mellan 1945 och 1952. Hennes konst består av barnporträtt, stadsmotiv, figurer och sydländska landskap i olja eller gouache. Hon var medlem i Göteborgs konstnärsklubb.
"Brita Hanssons måleri har en personlig formkänsla och en kolorit med sydländsk glöd, som särskilt ger hennes många målningar från de sydländska landskapen en extra värme. Det är att beklaga att Brita Hanssons målargärning avbrutits, när hon nått denna mognad av internationell klass."/Sven Dahl, ur minnesutställning på Galleri Aveny i Göteborg 1981.
Hansson hade sin ateljé på Kvarnberget i Nordstan med utsikt över Göteborgs hamn.
Brita Hansson var dotter till fiskaren Fritz Viktor Hansson och Magda Katarina Dahlgren. Hon växte upp med fem syskon på Öckerö. Mellan 1947 och 1956 var hon gift med kontoristen och fotbollsspelaren Jarl Roland Nyberg (1912–1999). Hon hade inga barn.

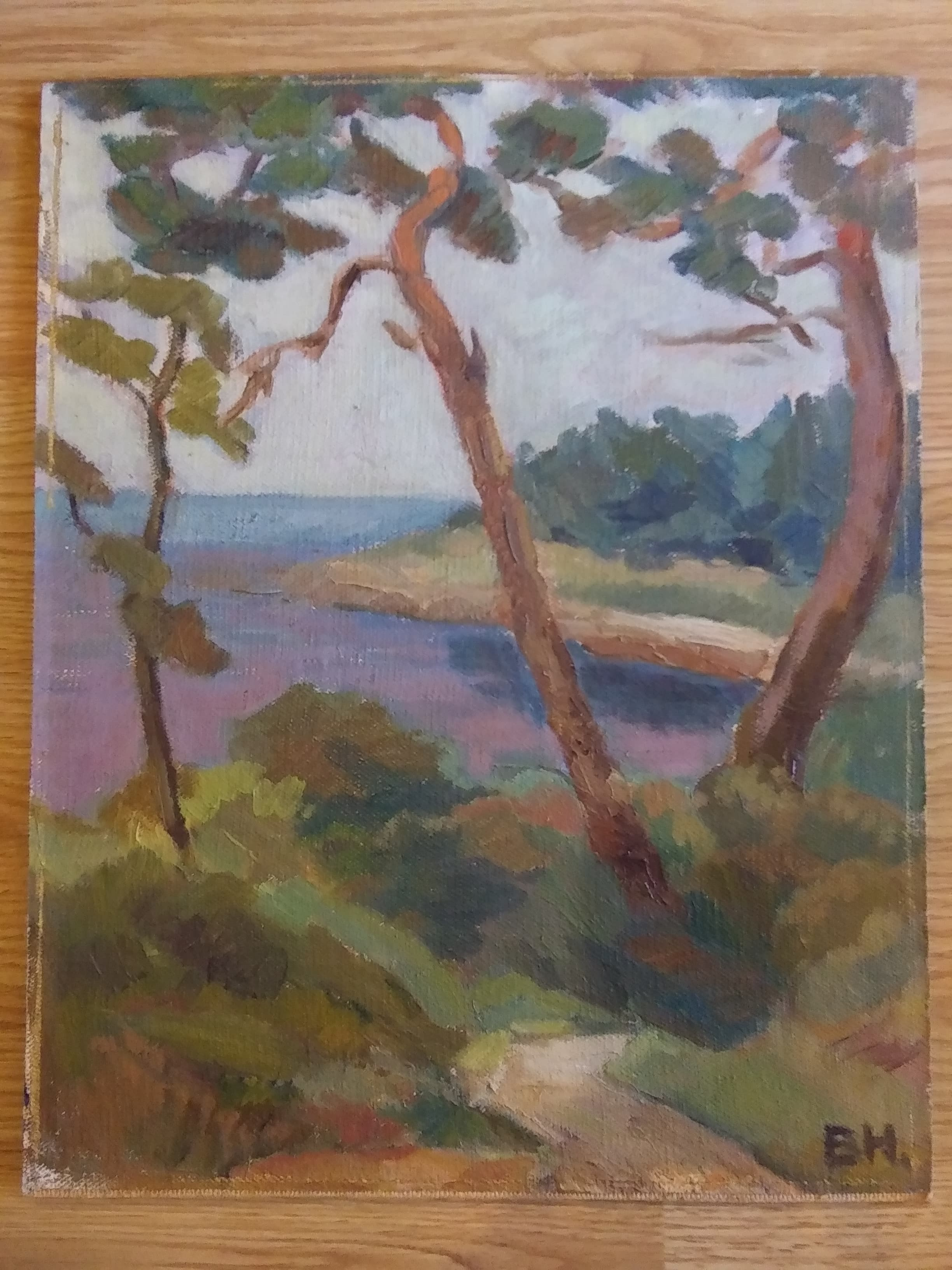
Brita Hansson, ca 1933, en av hennes tidigaste verk.

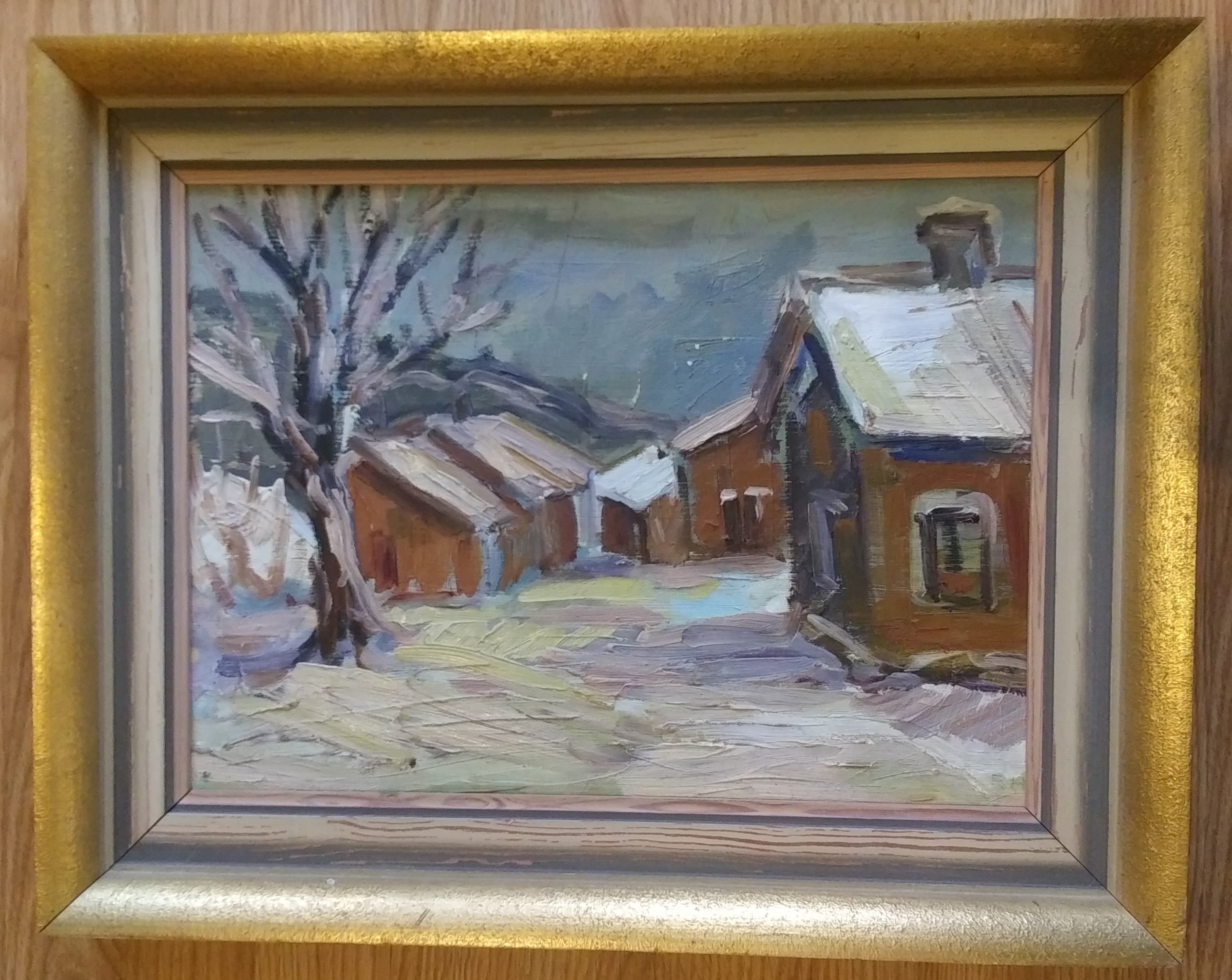
Brita Hansson, okänt år.

Hon är begravd på Öckerö kyrkogård.